# Реймонд, Кауа
Кауа́ Ре́ймонд Ма́ркес (порт. Cauã Reymond Marques; род. 20 мая 1980, Рио-де-Жанейро) — бразильский актёр, продюсер и модель. Наиболее известен благодаря своим ролям в телесериалах «Фаворитка» (2008), «Проспект Бразилии» (2012), «Правила игры» (2015), «Место под солнцем» (2021), «Земля и страсть» (2023) и «Всё дозволено» (2025).

## Биография
Родился 20 мая 1980 года в Рио-де-Жанейро. Его родители профессиональные психологи. В нём течет индейская, португальская и немецко-швейцарская кровь. Необычное имя ему дала мать: она увлеклась движением хиппи и назвала сына Cauã — в переводе с гавайского «Сын Солнца».

## Карьера
В 1998 году начал карьеру модели: жил и работал в Европе в домах моды Джанфранко Ферре, Карла Лагерфельда и Жана-Поля Готье.
В 1999—2000 годы — топ-модель бразильских дизайнеров Жизель Бюндхен и Фернанды Таварес, лицо компании «Zoomp». В 2000 году работал с крупнейшим фотографом США — Брюсом Вебером.
Одновременно изучал актерское мастерство в легендарной актерской студии Сьюзен Батсон. По возвращении в Бразилию продолжил обучение на факультете психологии Католического университета. По его словам, приобретенные знания помогают ему в артистической карьере.
По опросу читателей журнала «Istoe Gente» назван самым сексуальным актером Бразилии в 2008 году.
В 2004 году дебютировал в кино и довольно успешно. Картины, в которых он снимается, собирают призы на международных фестивалях. Так, только за роль журналиста Лео в фильме «Если по-другому нельзя» Кауа Реймонд получил три приза «Лучший актёр» на фестивалях в Сеаре, Лос-Анджелесе и Майами.

## Личная жизнь
С 2002 года по 2005 год встречался с актрисой Алинне Мораэс, с 2007 года — с актрисой Граци Массафера. Несколько лет они встречались, потом купили дом в Рио-де-Жанейро, а 23 мая 2012 года у актёрской пары родилась дочь София (порт. Sofia Massafera Marques). В 2013 году появились слухи о расставании пары. Они развелись во время съёмок сериала «Проспект Бразилии».

## Фильмография
| Год       |   | Русское название             | Оригинальное название                    | Роль                                    |
| --------- | - | ---------------------------- | ---------------------------------------- | --------------------------------------- |
| 2002—2003 | с | Новый Геркулес               | Malhação                                 | Маурисио «Мау Мау» Терра                |
| 2004      | ф | Как дела?                    | Ódiquê?                                  | Тито                                    |
| 2004      | с | Цвет греха                   | Da Cor do Pecado                         | Тор                                     |
| 2004      | с | Как одна волна               | Como uma Onda                            | Флориано                                |
| 2005      | с | Белиссима                    | Belíssima                                | Матеос                                  |
| 2006      | с | Моя никакая лёгкая жизнь     | Minha Nada Mole Vida                     | Гуга Бергатин                           |
| 2007      | ф | Фальшивая блондинка          | Falsa Loura                              | Бруно                                   |
| 2007      | с | Вечная магия                 | Eterna Magia                             | Лукас                                   |
| 2008      | с | Фаворитка                    | A Favorita                               | Хэлли Гонзага да Силва / Матуус Фонтини |
| 2009      | ф | Если по-другому нельзя       | Se Nada Mais Der Certo                   | Лео                                     |
| 2009      | ф | Дива                         | Divã                                     | Мурило                                  |
| 2009      | ф |                              | Flordelis - Basta uma Palavra para Mudar |                                         |
| 2009      | ф | Брошенная на произвол судьбы | À Deriva                                 | бармен                                  |
| 2009      | ф | Невозможно жить без любви    | Não se Pode Viver sem Amor               | Жуан                                    |
| 2010      | с | Страсть                      | Passione                                 | Данило                                  |
| 2011      | с | Зачарованная поэма           | Cordel Encantado                         | Жезуино                                 |
| 2011      | ф | Мы вместе                    | Estamos Juntos                           | Мурило                                  |
| 2011      | ф | Моя страна                   | Meu País                                 | Тьяго                                   |
| 2012      | ф | Короли и мыши                | Reis e Ratos                             | Эрве Джанини                            |
| 2012      | с | Проспект Бразилии            | Avenida Brasil                           | Жорже Араужо Фильо                      |
| 2014      | с | Украденная любовь            | Amores Roubados                          | Леандро                                 |
| 2014      | ф | Немец                        | Alemão                                   | Патран Playboy                          |
| 2014      | с | Охотник                      | O Caçador                                | Андре                                   |
| 2014      | ф | Тим Майа                     | Tim Maia                                 | Фабио                                   |
| 2015      | с | Правила игры                 | A Regra do Jogo                          | Жулиано Перейра                         |
| 2016      | ф |                              | Reza a Lenda                             | Ара                                     |
| 2023      | с | Земля и страсть              | порт. Terra e Paixão                     | Кайо Олмедо Ла Селва                    |

2021. «Место под солнцем»